# Condado de Dodge (Geórgia)
O Condado de Dodge é um dos 159 condados do Estado americano de Geórgia. A sede do condado é Eastman, e sua maior cidade é Eastman. O condado possui uma área de 1 303 km², uma população de 19 171 habitantes, e uma densidade populacional de 15 hab/km² (segundo o censo nacional de 2000). O condado foi fundado em 26 de outubro de 1870.